# Resolutie 949 Veiligheidsraad Verenigde Naties
Resolutie 949 van de Veiligheidsraad van de Verenigde Naties werd unaniem aangenomen op 15 oktober 1994.

## Achtergrond
Op 2 augustus 1990 viel Irak zijn zuiderbuur Koeweit binnen en bezette dit land. De Veiligheidsraad veroordeelde de inval en later kregen de lidstaten carte blanche
om Koeweit te bevrijden. Eind februari 1991 was die strijd beslecht en legde Irak zich neer bij alle aangenomen VN-resoluties.
Begin oktober 1994 stuurde het door sancties verzwakte regime van Saddam Hoessein twee divisies van de Republikeinse Garde met tanks en pantservoertuigen naar de grens met Koeweit. Meteen werden duizenden Amerikaanse troepen naar Koeweit gestuurd. Door deze crisis uit te lokken probeerde Irak sympathie op te wekken voor de economische malaise in het land, maar zelfs bondgenoten als Jordanië en de Palestijnen steunden hem niet. Tegen 11 oktober begon Irak de troepen weer terug te trekken.

## Inhoud

### Waarnemingen
De Veiligheidsraad herinnerde eraan dat Iraks aanvaarding van resolutie 687 uit 1991 de basis van het staakt-het-vuren vormt. Onlangs bedreigde Irak zijn buurlanden en gebruikte geweld tegen hen. Dergelijke daden bedreigden de vrede in de regio en moesten voorkomen worden. Irak moest formeel Koeweits soevereiniteit, territoriale integriteit en grenzen erkennen en respecteren. Het land had wel te kennen gegeven de troepen die het recent naar de grens met Koeweit stuurde te zullen terugtrekken.

### Handelingen
De Veiligheidsraad:
1. veroordeelt de inzet van Iraakse troepen naar de grens met Koeweit;
2. eist dat Irak alle in Zuid-Irak ingezette troepen onmiddellijk terugtrekt;
3. eist dat Irak zijn leger niet langer gebruikt om buurlanden of VN-operaties in Irak te bedreigen;
4. eist daarom dat geen troepen meer worden ingezet in Zuid-Irak;
5. eist dat Irak voluit samenwerkt met de VN-Speciale Commissie;
6. besluit om actief op de hoogte te blijven.

## Verwante resoluties
- Resolutie 833 Veiligheidsraad Verenigde Naties (1993)
- Resolutie 899 Veiligheidsraad Verenigde Naties
- Resolutie 986 Veiligheidsraad Verenigde Naties (1995)
- Resolutie 1051 Veiligheidsraad Verenigde Naties (1996)

Lijst ·  893 ·  894 ·  895 ·  896 ·  897 ·  898 ·  899 ·  900 ·  901 ·  902 ·  903 ·  904 ·  905 ·  906 ·  907 ·  908 ·  909 ·  910 ·  911 ·  912 ·  913 ·  914 ·  915 ·  916 ·  917 ·  918 ·  919 ·  920 ·  921 ·  922 ·  923 ·  924 ·  925 ·  926 ·  927 ·  928 ·  929 ·  930 ·  931 ·  932 ·  933 ·  934 ·  935 ·  936 ·  937 ·  938 ·  939 ·  940 ·  941 ·  942 ·  943 ·  944 ·  945 ·  946 ·  947 ·  948 ·  949 ·  950 ·  951 ·  952 ·  953 ·  954 ·  955 ·  956 ·  957 ·  958 ·  959 ·  960 ·  961 ·  962 ·  963 ·  964 ·  965 ·  966 ·  967 ·  968 ·  969